# Peludópolis
Peludópolis é um filme argentino de animação, dirigido por Quirino Cristiani de 1931. O filme foi o primeiro a sincronizar som com imagem, tornando o primeiro longa-metragem de animação sonoro. O filme atualmente é considerado um filme perdido.